# Elecciones estatales de Jalisco de 2024
Las elecciones estatales de Jalisco de 2024 se llevaron a cabo el domingo 2 de junio de 2024, y en ellas se renovaron los titulares de los siguientes cargos de elección popular del estado mexicano de Jalisco:
- Gobernador del Estado de Jalisco: Titular del poder ejecutivo del Estado, electo para un periodo de seis años no reelegibles en ningún caso. El candidato electo fue Pablo Lemus Navarro.
- 38 diputados estatales: 20 diputados electos por mayoría relativa y 18 designados mediante representación proporcional para integrar la LXIV Legislatura.
- 125 ayuntamientos: Compuestos por un presidente municipal, un síndico y sus regidores, electos para un periodo de tres años.

## Organización

### Partidos políticos
En las elecciones estatales tienen derecho a participar nueve partidos políticos. Siete son partidos políticos nacionales: Partido Acción Nacional (PAN), Partido Revolucionario Institucional (PRI), Partido de la Revolución Democrática (PRD), Partido del Trabajo (PT), Partido Verde Ecologista de México (PVEM), Movimiento Ciudadano (MC) y Movimiento Regeneración Nacional (MORENA). Y dos partidos políticos estatales: Futuro y Hagamos.

### Distritos electorales
Para la elección de diputados de mayoría relativa del Congreso del Estado de Jalisco el estado se divide en 20 distritos electorales. La distritación electoral vigente fue publicada por el Instituto Nacional Electoral en octubre de 2022.
| Distrito | Cabecera           | Municipios | Mapa |
| -------- | ------------------ | ---------- | ---- |
| 1        | Tequila            | 23         |      |
| 2        | Lagos de Moreno    | 7          |      |
| 3        | Tepatitlán         | 13         |      |
| 4        | Zapopan            | 1          |      |
| 5        | Puerto Vallarta    | 11         |      |
| 6        | Zapopan            | 1          |      |
| 7        | Tonalá             | 1          |      |
| 8        | Guadalajara        | 1          |      |
| 9        | Guadalajara        | 1          |      |
| 10       | Zapopan            | 1          |      |
| 11       | Guadalajara        | 1          |      |
| 12       | Tlajomulco         | 2          |      |
| 13       | Tlaquepaque        | 2          |      |
| 14       | Tlajomulco         | 1          |      |
| 15       | La Barca           | 11         |      |
| 16       | Tlaquepaque        | 1          |      |
| 17       | Jocotepec          | 9          |      |
| 18       | Autlán             | 25         |      |
| 19       | Zapotlan el Grande | 20         |      |
| 20       | Tonalá             | 2          |      |

## Candidaturas y coaliciones

### Fuerza y Corazón por Jalisco
El 5 de noviembre de 2023, se formó la coalición Frente por Jalisco, integrada por el Partido Acción Nacional (PAN), el Partido Revolucionario Institucional (PRI) y el Partido de la Revolución Democrática (PRD). La alianza decidió que su candidatura para la gubernatura de Jalisco debía ser ocupada por una mujer por discriminación positiva.
El 22 de noviembre de 2023, la diputada federal y dirigente estatal del PRI, Laura Haro Ramírez, se registró como precandidata a la gubernatura por su partido y la alianza cambió su nombre a Fuerza y Corazón por Jalisco.

### Sigamos Haciendo Historia en Jalisco
El 4 de noviembre, se formalizó la coalición «Sigamos Haciendo Historia» para el estado de Jalisco, integrada por el partido Movimiento Regeneración Nacional (Morena), el Partido del Trabajo (PT), el Partido Verde Ecologista de México (PVEM) y los partidos estatales Futuro y Hagamos.
En septiembre de 2023, el partido Movimiento Regeneración Nacional (Morena) anunció el inicio de su proceso de selección para candidato a gobernador, al cual se registraron 49 interesados. El partido definió seleccionar a cuatro personas a través de su comité estatal y a otras dos mediante su comité nacional. Ambos organismos debían postular igual número de hombres y de mujeres. El 14 de octubre, el partido designó como finalistas a Carlos Lomelí Bolaños, regidor de Guadalajara y candidato a gobernador por el mismo partido en 2018; Antonio Pérez Garibay y José María Martínez, diputados del Congreso del Estado de Jalisco; Clara Cárdenas Galván, directora regional de programas sociales del distrito 19; Claudia Delgadillo González y Cecilia Márquez, diputadas del Congreso de la Unión.
La coalición designó a su candidato mediante una encuesta. Inicialmente, sus resultados iban a ser publicados el 30 de octubre, pero el comité nacional del partido decidió postergar el anuncio. El 10 de noviembre, el diputado estatal Antonio Pérez Garibay desconoció los resultados preliminares del proceso, renunció a su militancia en Morena y acusó la existencia de «un pacto con Claudia Sheinbaum para que sea Claudia Delgadillo la candidata a la gubernatura de Jalisco». El 11 de noviembre, la coalición anunció que el ganador de la encuesta era el regidor Carlos Lomelí Bolaños. Sin embargo, la alianza decidió entregarle la candidatura a Claudia Delgadillo González por discriminación positiva.

### Movimiento Ciudadano
El partido Movimiento Ciudadano decidió competir en solitario en estas elecciones. El 6 de noviembre de 2023 el partido designó como su candidato a gobernador a Pablo Lemus Navarro, presidente municipal de Guadalajara.

## Encuestas

### Por partido político
| Encuestadora          | Fecha                    | Muestra |       |      |      |      |      |       |       |      |    | O/N/NS/NC | MDE   |
| --------------------- | ------------------------ | ------- | ----- | ---- | ---- | ---- | ---- | ----- | ----- | ---- | -- | --------- | ----- |
| Encuestadora          | Fecha                    | Muestra |       |      |      |      |      |       |       |      |    | O/N/NS/NC | MDE   |
| Enkoll                | 31 de mayo de 2022       | 1454    | 6%    | 9%   | 1%   | 2%   | 2%   | 20%   | 33%   | 4%   | 2% | 21%       | ±2.6% |
| Campaigns & Elections | 26 de julio de 2022      | 400     | 19%   | 13%  | —    | —    | —    | 34%   | 25%   | —    | —  | 9%        | ±4.9% |
| Rubrum                | 3 de agosto de 2022      | 1000    | 13.2% | 8.5% | —    | —    | —    | 20.6% | 39.8% | 3.2% | —  | 14.7%     | ±3.8% |
| Gii360                | 4 de septiembre de 2022  | 600     | 5%    | 5%   | —    | 1%   | —    | 7%    | 30%   | —    | 1% | 51%       | ±3.9% |
| Rubrum                | 5 de septiembre de 2022  | 1000    | 17.1% | 7.9% | —    | —    | —    | 19.3% | 40.0% | 2.9% | —  | 12.8%     | ±3.8% |
| Demoscopia digital    | 15 de septiembre de 2022 | 1000    | 9.2%  | 8.5% | 1.8% | 1.1% | 0.7% | 25.2% | 26.1% | —    | —  | 27.4%     | ±3.8% |
| Massive Caller        | 5 de octubre de 2022     | 1000    | 12%   | 9.9% | —    | —    | —    | 23%   | 29.8% | —    | —  | 25.3%     | ±3.4% |
| Rubrum                | 10 de octubre de 2022    | 1000    | 15.3% | 9.0% | —    | —    | —    | 23.8% | 38.6% | 2.9% | —  | 10.4%     | ±3.8% |
| Campaigns & Elections | 11 de octubre de 2022    | 400     | 16%   | 13%  | —    | —    | —    | 28%   | 31%   | —    | —  | 12%       | ±4.9% |
| Demoscopia digital    | 20 de octubre de 2022    | 1000    | 8.6%  | 7.5% | 1.2% | 0.9% | 1.3% | 25.8% | 25.4% | —    | —  | 29.3%     | ±3.9% |
| TREsearch             | 1 de noviembre de 2022   | 1000    | 9.3%  | 5.5% | —    | —    | 0.4% | 29.0% | 26.0% | —    | —  | 28.2%     | ±3.9% |
| Rubrum                | 4 de noviembre de 2022   | 1000    | 15.0% | 8.4% | —    | —    | —    | 21.8% | 38.0% | 2.6% | —  | 14.2%     | ±3.8% |
| Rubrum                | 1 de diciembre de 2022   | 1000    | 15.2% | 8.7% | —    | —    | —    | 21.9% | 38.0% | 2.6% | —  | 13.6%     | ±3.8% |
| Campaigns & Elections | 13 de febrero de 2023    | 400     | 15%   | 10%  | —    | —    | —    | 26%   | 30%   | —    | —  | 19%       | ±4.9% |
| Grupo Impacto         | 7 de febrero de 2023     | 600     | 14%   | 8%   | 3%   | 3%   | 2%   | 19%   | 31%   | —    | —  | 20%       | ±3.9% |
| Campaigns & Elections | 16 de marzo de 2023      | 400     | 12%   | 7%   | —    | —    | —    | 27%   | 31%   | —    | —  | 23%       | ±4.9% |
| Campaigns & Elections | 19 de abril de 2023      | 400     | 15%   | 7%   | —    | —    | —    | 32%   | 30%   | —    | —  | 16%       | ±4.9% |
| Campaigns & Elections | 11 de mayo de 2023       | 400     | 15%   | 7%   | —    | —    | —    | 35%   | 27%   | —    | —  | 16%       | ±4.9% |
| Rubrum                | 5 de julio de 2023       | 1000    | 15.7% | 8.1% | —    | —    | —    | 15.5% | 41.6% | 2.9% | —  | 16.2%     | ±3.8% |
| Campaigns & Elections | 2 de agosto de 2023      | 400     | 12%   | 9%   | 1%   | 2%   | 1%   | 27%   | 31%   | 5%   | —  | 12%       | ±4.9% |

### Por candidato
| Encuestadora            | Fecha                              | Muestra | Haro  | Delgadillo | Lemus | N/NS/NC | MDE    |
| ----------------------- | ---------------------------------- | ------- | ----- | ---------- | ----- | ------- | ------ |
| Encuestadora            | Fecha                              | Muestra |       |            |       | N/NS/NC | MDE    |
| Campaigns & Elections   | 5 de diciembre de 2023             | 400     | 19%   | 31%        | 35%   | 15%     | ±4.9%  |
| La Encuesta MX          | 5 de diciembre de 2023             | 1000    | 27.1% | 30.6%      | 38.1% | 4.2%    | ±3.5%  |
| Rubrum                  | 19 de diciembre de 2023            | 1000    | 16.9% | 37.9%      | 32.5% | 12.7%   | ±3.8%  |
| La Encuesta MX          | 19 de diciembre de 2023            | 1000    | 26.2% | 29.9%      | 40.4% | 3.5%    | ±3.5%  |
| Rubrum                  | 2 de enero de 2024                 | 1000    | 16.1% | 40.7%      | 29.6% | 13.6%   | ±3.8%  |
| Poligrama               | 2 de enero de 2024                 | 1000    | 15.3% | 32.5%      | 41.6% | 10.6%   | ±3.1%  |
| Campaigns & Elections   | 9 de enero de 2024                 | 400     | 17%   | 33%        | 41%   | 9%      | ±4.9%  |
| TREsearch               | 10 de enero de 2024                | 700     | 4.2%  | 35.3%      | 47.3% | 13.2%   | ±4.9%  |
| La Encuesta MX          | 11 de enero de 2024                | 1000    | 22.6% | 31.5%      | 41.7% | 4.2%    | ±3.5%  |
| Reforma                 | 26 de enero a 3 de febrero de 2024 | 1005    | 8%    | 42%        | 50%   | —       | ±3.1%  |
| Rubrum                  | 30 de enero de 2024                | 1000    | 13.9% | 42.8%      | 30.0% | 13.3%   | ±3.8%  |
| Electoralia             | 3 de febrero de 2024               | 1000    | 20.3% | 33.1%      | 42.2% | 4.4%    | ±3.5%  |
| Campaigns & Elections   | 19 de febrero de 2024              | 400     | 11%   | 37%        | 48%   | 4%      | ±4.9%  |
| De las Heras Demotecnia | 22 a 25 de febrero de 2024         | 1000    | 16%   | 45%        | 39%   | —       | ±3.1%  |
| Demoscopia digital      | 24 de febrero de 2024              | 1000    | 11.7% | 35.4%      | 46.5% | 6.4%    | ±3.8%  |
| Rubrum                  | 1 de marzo de 2024                 | 1000    | 12.9% | 45.0%      | 30.4% | 11.7%   | ±3.8%  |
| Campaigns & Elections   | 4 de marzo de 2024                 | 400     | 12%   | 33%        | 41%   | 14%     | ±4.9%  |
| Electoralia             | 5 de marzo de 2024                 | 1000    | 15.4% | 36.1%      | 43.4% | 5.1%    | ±3.5%  |
| Covarrubias y Asociados | 21 a 26 de marzo de 2024           | 1200    | 9%    | 35%        | 30%   | 26%     | ±2.83% |
| Rubrum                  | 2 de abril de 2024                 | 1000    | 14.6% | 41.6%      | 33.0% | 10.8%   | ±3.8%  |
| Campaigns & Elections   | 2 de abril de 2024                 | 400     | 10%   | 35%        | 44%   | 11%     | ±4.9%  |
| Demoscopia digital      | 2 de abril de 2024                 | 1000    | 13.8% | 35.9%      | 41.7% | 8.6%    | ±3.8%  |
| Gobernarte              | 3 de abril de 2024                 | 1000    | 14%   | 36%        | 40%   | 10%     | ±3.8%  |
| MEBA                    | 4 a 8 de abril de 2024             | 1000    | 14.6% | 46.5%      | 38.9% | —       | ±3.8%  |
| Electoralia             | 5 de abril de 2024                 | 1000    | 14.9% | 35.1%      | 45.1% | 4.9%    | ±3.5%  |
| De las Heras Demotecnia | 21 a 23 de abril de 2024           | 1000    | 12%   | 37%        | 31%   | 20%     | ±3.2%  |
| Reforma                 | 25 de abril a 3 de mayo de 2024    | 1005    | 9%    | 41%        | 50%   | —       | ±3.1%  |
| Campaigns & Elections   | 30 de abril de 2024                | 400     | 11%   | 36%        | 45%   | 8%      | ±4.9%  |
| La Encuesta MX          | 2 de mayo de 2024                  | 1000    | 13.7% | 36.3%      | 46.2% | 3.8%    | ±3.5%  |
| El Universal            | 2 a 6 de mayo de 2024              | 1000    | 16.8% | 38.1%      | 45.1% | —       | 3.1%   |
| Enkoll                  | 2 a 7 de mayo de 2024              | 1216    | 16%   | 39%        | 36%   | 9%      | ±2.8%  |
| Demoscopia digital      | 6 de mayo de 2024                  | 1000    | 14.3% | 41.5%      | 40.1% | 4.1%    | ±3.8%  |
| Gobernarte              | 8 de mayo de 2024                  | 1500    | 14%   | 41%        | 37%   | 12%     | ±3.7%  |
| Massive Caller          | 8 de mayo de 2024                  | 1000    | 12.9% | 33.4%      | 43.6% | 10.1%   | ±3.4%  |
| Berumen                 | 11 a 19 de mayo de 2024            | 1021    | 10%   | 38%        | 37%   | 15%     | ±3%    |
| Campaigns & Elections   | 13 de mayo de 2024                 | 400     | 13%   | 35%        | 44%   | 8%      | ±4.9%  |
| La Encuesta MX          | 13 a 15 de mayo de 2024            | 1000    | 12.5% | 37.9%      | 45.5% | 4.1%    | ±3.5%  |
| Massive Caller          | 16 de mayo de 2024                 | 1000    | 13.5% | 34.4%      | 45.4% | 6.7%    | ±3.4%  |
| Reforma                 | 22 a 26 de mayo de 2024            | 1005    | 10%   | 40%        | 50%   | —       | ±3.1%  |
| Massive Caller          | 22 de mayo de 2024                 | 1000    | 13.3% | 39.9%      | 46.8% | —       | ±3.4%  |
| Campaigns & Elections   | 28 de mayo de 2024                 | 400     | 9%    | 36%        | 44%   | 11%     | ±4.9%  |
| La Encuesta MX          | 29 de mayo de 2024                 | 1000    | 11.4% | 37.2%      | 47.7% | 3.7%    | ±3.5%  |
| Massive Caller          | 29 de mayo de 2024                 | 1000    | 15.6% | 35.8%      | 48.6% | —       | ±3.4%  |

## Resultados

### Gubernatura
|  | 43.19 % |

|  | 28.08 % |

|  | 38.26 % |

|  | 4.24 % |

|  | 2.25 % |

|  | 1.92 % |

|  | 1.77 % |

|  | 8.72 % |

|  | 16.13 % |

|  | 6.51 % |

|  | 0.9 % |

|  | 0.18 % |

|  | 97.58 % |

|  | 2.24 % |

|  | 100.0 % |

|  | 57.09 % |

### Congreso
|  | 33.65 % |

|  | 28.11 % |

|  | 13.68 % |

|  | 8.32 % |

|  | 5.21 % |

|  | 2.62 % |

|  | 2.56 % |

|  | 2.27 % |

|  | 1 % |

|  | 2.59 % |

|  | 100 % |

### Ayuntamientos
|  | 37.87 % |

|  | 25.5 % |

|  | 11.13 % |

|  | 8.27 % |

|  | 5.55 % |

|  | 2.87 % |

|  | 2.77 % |

|  | 2.2 % |

|  | 0.92 % |

|  | 0.28 % |

|  | 97.36 % |

|  | 2.53 % |

|  | 0.11 % |

## Polémicas
Desde el cierre de urnas, Claudia Delgadillo y Morena cuestionaron la legalidad de la elección y han recurrido a varias estancias legales para tratar de impugnar la elección, pero sin pruebas contundentes para demostrar fraude o algún otro tipo de irregularidad, esto se muestra en los continuos rechazos de las autoridades electorales estatales y federales a las peticiones de anular la elección.
La decisión sobre las elecciones por la alcaldía de Guadalajara y la gubernatura de Jalisco la deberá tomar el Tribunal Electoral del Poder Judicial de la Federación (TEPJF).
La excandidata a la gubernatura del Estado, Claudia Delgadillo, confía que la instancia federal resuelva el proceso de impugnación a su favor y que revierta la validación de ambos procesos electorales.
Por su parte, el gobernador electo, Pablo Lemus, descarta anulación de las elecciones de Guadalajara y Jalisco.